# Henry Ostfeld
Henry Ostfeld (Pseudonym Willem Eickboom; * vor 1931; † nach 1945) war ein deutscher Berufsschullehrer, Maler, Schulbuchautor insbesondere zur Werbegrafik sowie Zeichner, Illustrator und Fotograf.

## Leben
Henry Ostfeld publizierte seit Beginn der 1930er Jahre verschiedene, zum Teil in mehreren Auflagen insbesondere bei der Verlagsgesellschaft Müller in Eberswalde erschienene Schulbücher. Er verfasste Schriften über die Spritztechnik für Schaufenster und Reklame, Schrift- und Plakatmalen, Dekoration und Anleitungen für den Gebrauchsgraphiker- und -werber.
Darüber hinaus lieferte Ostfeld die Zeichnungen, Initialen und Fotografien für die 1937 von Karl Rabe verfasste, als „Beitrag zur Kulturgeschichte“ dargestellte und bei Schmidt in Hannover erschienene Festschrift zum 100sten Gründungsjubiläum der Städtischen Handelslehranstalten der Hauptstadt Hannover, der heutigen Berufsbildenden Schule 11 der Region Hannover.
Während des Zweiten Weltkrieges wirkte Ostfeld als eine Art Mentor für den jugendlichen, eine Ausbildung als „Gebrauchswerber“ durchlaufenden späteren Comiczeichner Hansrudi Wäscher. Ostfeld gab dem in der Hitlerjugend (HJ) eingegliederten Wäscher privat Zeichenunterricht und unternahm mit ihm Fahrradtouren aufs Land, wo sie dann gemeinsam aquarellierten. Während der Luftangriffe auf Hannover suchte Ostfeld oftmals nicht den (Luftschutz-)Keller auf, sondern blieb zumeist in seiner Wohnung im vierten Stockwerk des Mietshauses. Mehrmals rettete er dabei das Gebäude und deren Bewohner „vor der Vernichtung, indem er auf dem Dachboden niedergehende Brandbomben auf die Straße warf“.

## Werke (Auswahl)
- Spritztechnik für Schaufenster und Reklame. Eine Anleitung zum Gebrauch dieses Verfahrens für den Geschäftsmann und im Unterricht,
  - 1. und 2. Auflage: Eberswalde: Verlagsgesellschaft Müller, 1931
  - 3. u. 4. verbesserte Auflage, Eberswalde; Berlin; Leipzig: Verlagsgesellschaft Müller, 1937; Digitalisat über die Sächsische Landesbibliothek – Staats- und Universitätsbibliothek Dresden (SLUB)
- Dekoration klargemacht. Ein Buch für Schule und Beruf, Eberswalde: Verlagsgesellschaft Müller, [1932]
- Wir schreiben Deutsche Schrift. Eine Einführung und Entwicklung für Schule und Beruf, Eberswalde: Verlagsgesellschaft Müller, [1933]
- So lernt man Schrift- und Plakatmalen. Eine leicht verständliche Anleitung für Schule und Beruf, Eberswalde-Berlin: R. Müller, [um 1933]
- Karl Rabe: Hundert Jahre Städtische Handelslehranstalten der Hauptstadt Hannover. Ein Beitrag zur Kulturgeschichte Hannovers, mit Zeichnungen, Initialen und Fotos von H. Ostfeld, [Hannover]: Schmidt, 1937
- Willem Eikboom (Pseud.): Unterwegs. Von Menschen und Tieren, Wäldern und Wegen, Hildesheim; Leipzig: Lax, [1938]
- Hermann Maria Lorz (Hrsg.), H. Ostfeld: Der Gebrauchswerber. Werbefachliche Lehrbriefe für den Selbstunterricht, hrsg. im Auftrag der Fachgruppe Gebrauchswerber in der Reichsfachschaft Deutscher Werbefachleute. NSRDW, Loseblatt-Ausgabe, ausgeliefert im Halbleinen-Ordner je Brief, Berlin W 62, Kleiststraße 22: F. Holzmann, [1940]
  - Stufe A. / 1. Lehrahr / Lehrbrief 1, 2
  - Stufe B. / 2. Lehrjahr / Lehrbrief 1, 2
  - Stufe C. / 3. Lehrjahr / Lehrbrief 1–4